# Metrônibus
Metrônibus é o nome popular dado a linhas de ônibus no  Rio de Janeiro, que fazem a integração com linhas de metrô, especialmente nos bairros Gávea, Laranjeiras, Grajaú e Usina, que estão próximos das montanhas da Tijuca.
Algumas das linhas são mostradas abaixo.

## Linha 1
- Antero de Quental (Ipanema)
- Jardim de Alah (Ipanema/Leblon)
- Gávea (Gávea)
- PUC (Gávea)

## Linha 2
- Fundão (Fundão)
- Santa Cruz (Santa Cruz)